# Número 9
9 és un curtmetratge animat per computadora dirigit i escrit per l'estatunidenc Shane Acker. El curtmetratge es va estrenar en el 2005, i més tard va ser adaptat com a llargmetratge. La música va ser composta per Earganic.

## Argument
Una bèstia mecànica ataca a "5" i a "9", dues criatures de drap, mentre furguen en les ruïnes d'un món distòpic. El ninot anomenat 9 ha de superar el terror després de ser testimoni de la mort del seu mentor 5 (coix i borni) a mans del malvat artefacte. Només amb astúcia i fent ús de la seva primitiva tecnologia 9 podrà destruir a la criatura i robar-li el talismà de les ànimes captives que aquella carrega com a trofeu.
El curt comença amb 9, a l'interior d'una biblioteca en ruïnes, fabricant un petit artefacte usant un llibre i diverses coses més, així com una rèplica de si mateix.
9 recorda com era acompanyat pel seu amic i mentor, el ninot de drap borni 5, amb qui furgava en les ruïnes del seu món buscant artefactes que els ajudessin a sobreviure. Però un artilugi robòtic i malèvol, la Bèstia Gat va aparèixer i va assassinar 5 succionant-li l'ànima amb un talismà. 9 va escapar amb un talismà idèntic al de la bèstia, que 5 li havia donat abans de morir. La bèstia havia assassinat abans a altres set dels seus amics temps enrere.
En un intent de destruir al monstre, 9 atreu a la bèstia a la rèplica que va fabricar d'ell mateix. La bèstia tracta de matar a la rèplica pensant que és 9, i llavors el veritable 9 salta i li roba el talismà. El furiós monstre persegueix a 9 a través de la biblioteca, i 9 el condueix fins al primitiu artefacte que armava a l'inici del curtmetratge. La bèstia l'acorrala en una inestable biga de fusta que va a parar a un gran clot amb diversos pisos per sota. El monstre gateja a través de la inestable biga per arribar a 9 i agafar-li el talismà, però 9 bota a una altra biga i tira la primera al buit usant el llibre. El parany funciona, i el monstre cau pel forat i la biga cau amb ell i se li clava, acabant amb ell.
9 construeix un altar pels seus amics, i després nota que tots dos talismans, el de la Bèstia Gat i el que li va donar 5, s'atreuen com un imant, així que 9 els junta i es tornen un. Aleshores, aquest nou talismà comença a alliberar els esperits dels seus amics, que comencen a dirigir-se al seu lloc en l'altar i desapareixen. L'ànima de 5 es gira abans de desaparèixer i li dirigeix un moviment de cap afirmatiu a 9. 9, feliç de saber que les ànimes dels seus amics estan on deuen estar, se'n va a contemplar l'alba.

## Producció
El film va trigar 4 anys i mig en realitzar-se. Shane Acker va utilitzar Autodesk Maya 1.5-5.5, Adobe Photoshop per a les textures, Tova After Effects per a la composició, i Tova Premiere per editar-ho.

## Diferències entre la pel·lícula i el curtmetratge
- El paper de 5 en el curtmetratge és, de fet, representat per 2 en el llargmetratge, si bé en tots dos 5 és borni, en el llargmetratge aquest és més jove.
- Les escenes de 5 tenen totes un homòleg en les de 2 en el llargmetratge, per la qual cosa és fàcil fer la connexió.
- A diferència de la versió de Tim Burton, en el curtmetratge tots els personatges són muts, es comuniquen mitjançant gestos i expressions facials.
- No es dona una explicació dels orígens de 9 ni de la bèstia gat ni s'explica com el món va arribar a quedar devastat, mentre que la pel·lícula amplia l'argument donant explicació a aquests detalls.
- En el curt hi ha dos talismans, que es fusionen com un imant, mentre que en la pel·lícula hi ha un únic talismà i és més detallat.
- 5 en el curtmetratge lluïa més desbaratat i també li faltava una cama.
- En el curtmetratge tots els ninots són idèntics canviant únicament el nom escrit a l'esquena (en el cas de 5, té un sol ull i una cama), mentre que en el llargmetratge, els ninots tenen diferències visibles apreciables tals com els materials, el seu nivell de desgast, etc.
- En la pel·lícula sobreviuen, a més de 9: 3, 4 i 7. En el curtmetratge moren tots excepte 9